# Psila mucrifera
Psila mucrifera är en tvåvingeart som beskrevs av Shatalkin 1993. Psila mucrifera ingår i släktet Psila och familjen rotflugor. Inga underarter finns listade i Catalogue of Life.